# قريضاوية
القريضاوية (الاسم العلمي: Cisteae) هي قبيلة من النباتات تتبع فصيلة القريضية من الرتبة الخبازيات.

## أجناس القريضاوية
- القريضة
- الدخانية